# Leptanilla nana
Leptanilla nana är en myrart som beskrevs av Santschi 1915. Leptanilla nana ingår i släktet Leptanilla och familjen myror. Inga underarter finns listade i Catalogue of Life.